# 德尔维奥
德尔维奥（義大利語：Dervio），是意大利莱科省的一个市镇。总面积11平方公里，人口2728人，人口密度248.0人/平方公里（2009年）。国家统计（ISTAT）代码为097030。